# Bukit Peninjauan I
Bukit Peninjauan I is een bestuurslaag in het regentschap Seluma van de provincie Bengkulu, Indonesië. Bukit Peninjauan I telt 1657 inwoners (volkstelling 2010).